# Plaža Bellevue
Bellevue je atraktivna dubrovačka plaža.
Plaža Bellevue smještena je u lijepom zaljevu podno istoimenog hotela.
Na plažu je moguće stići iz dva smjera, liftom iz hotela ili zaobilaznicom, pješice. 
Plaža je pješčano - šljunčana, a nalazi se između visokih stijena pa sunce zalazi u rano poslijepodne.
Danas je plaža Bellevue mjesto održavanja najjačeg i najzanimljivijeg amaterskog vaterpolo natjecanja na svijetu, Divlje lige, prvenstva dubrovačkih kupališta u vaterpolu u kojoj sudjeluje više od 500 natjecatelja. Trenutno na plaži Bellevue aktivno djeluju dva divljeligaška kluba: VK Čingrija (prvaci 1986. te finalisti 2007. i 2009.) i VK Bellevue (prvaci 1954., 1973., 1974., 1983., 1999.) a svojedobno je Vaterpolo klub Bellevue igrao u nižim državnim ligama, nekoliko sezona čak i u prvoj hrvatskoj ligi.

## Vanjske poveznice
|  | Zajednički poslužitelj ima još gradiva o temi Plaža Bellevue |